# Prudencio Esaá
Prudencio Esaá (* ´6. Juli 1892 in El Sombrero; † 4. April 1971 in Caracas) war ein venezolanischer Komponist, Pianist und Musikpädagoge.
Prudencio Esaá, der acht Jahre in Neapel und zwanzig Jahre in den USA lebte, gründete an der Escuela Juan Manuel Olivares den Lehrstuhl für Klavier. Er unterrichtete an der Escuela Popular de Música und der Escuela Experimental Venezuela, die er mit Freddy Reyna und Sergio Moreira gegründet hatte, und wurde zum Inspector Nacional de Música ernannt.
Esaá komponierte Klaviermusik und auch Filmmusiken, u. a. zu dem Film Juan de la Calle von Rafael Rivero (1941). Die Universidad Central de Venezuela publizierte 1969 eine Auswahl seiner Klavierwerke. Der Pianist und Musikwissenschaftler Juan Francisco Sans veröffentlichte Esaás gesamtes Klavierwerk im achten Band der Clásicos de la literatura pianística venezolana.

## Werke
- Nocturnal
- Toccatina
- Preludio a l’Antica
- Domingo en mi pueblo, recuerdo de mi infancia

| Personendaten    | Personendaten                                        |
| ---------------- | ---------------------------------------------------- |
| NAME             | Esaá, Prudencio                                      |
| KURZBESCHREIBUNG | venezolanischer Komponist, Musikpädagoge und Pianist |
| GEBURTSDATUM     | 6. Juli 1892                                         |
| GEBURTSORT       | El Sombrero                                          |
| STERBEDATUM      | 4. April 1971                                        |
| STERBEORT        | Caracas                                              |